# Martin Schöpflin
Martin Schöpflin (* 1962 in Hamburg) ist ein deutscher Jurist und Hochschullehrer.

## Leben
Schöpflin studierte ab 1982 die Rechtswissenschaften an der Universität Hamburg. 1988 schloss er sein Studium mit dem Ersten Juristischen Staatsexamen ab. 1991 promovierte er unter Dirk Olzen, 1993 legte er sein Zweites Staatsexamen ab. Im Anschluss war er zwei Jahre lang als Rechtsanwalt in Hamburg tätig, bevor er 1995 zurück in den Universitätsbetrieb kehrte. Am Lehrstuhl von Volker Beuthien an der Philipps-Universität Marburg arbeitete er als wissenschaftlicher Assistent. 2002 habilitierte er sich und erhielt die venia legendi für Bürgerliches Recht, Handels- und Gesellschaftsrecht und Zivilprozessrecht.
Es folgten Lehrstuhlvertretungen an den Universitäten Heidelberg, Berlin, Freiburg und Leipzig. 2004 trat er eine Professur an der Niedersächsischen Fachhochschule für Verwaltung und Rechtspflege in Hildesheim an. Deren Fakultät für Rechtspflege wurde zum 30. September 2007 in die Norddeutsche Fachhochschule für Rechtspflege umgewandelt, sodass Schöpflin seit Oktober 2007 an dieser Körperschaft beschäftigt war. 2006 erwarb Schöpflin seinen LL.M. an der Northumbria University. Von 2011 bis 2014 war er Prorektor der Norddeutschen Hochschule für Rechtspflege, von 2014 bis 2022 deren Rektor.

## Schriften
- Die Beweiserhebung von Amts wegen im Zivilprozeß. Verlag Peter Lang, Frankfurt a. M., Bern, New York, Paris 1992, ISBN 3-631-44489-3 (Dissertation).
- Der nichtrechtsfähige Verein. Carl Heymanns Verlag, Köln 2003, ISBN 3-452-25254-X (Habilitation).